# 聖バルボラ教会
聖バルボラ教会 (チェコ語: Chrám svaté Barbory) はチェコのクトナー・ホラに位置するカテドラル様式のカトリック教会。聖バルボラ大聖堂 (チェコ語: Katedrál sv. panny Barbory) とも。中央ヨーロッパでも著名なゴシック建築教会の一つで、ユネスコの世界遺産に「クトナー・ホラの聖バルボラ教会のある歴史地区とセドレツの聖母マリア大聖堂」として登録されている。聖バルバラは鉱山で働く人たちの守護聖人で、専ら銀山を基盤とする街にとって非常に相応しいものであった。
教会の建設は1388年に始まったが、この工事はしばしば中断されたために、多大な時間を要し、1905年まで完成しなかった。最初の建築家にはおそらくペトル・パルレーの息子であるヨハン・パルレーが任命された。建設はフス戦争のために、60年以上中断され、1481年にマチェイ・レイセク、ベネディクト・リート、ミクラーシュ・パルレーを責任者として再開された。
元々の設計では今日ある教会より二倍は大きいものであったが、教会の建設は街の銀山に依存していたので生産量の低下の為に縮小された。このため1588年に、3つの尖頭をもつ屋根と、暫定的な壁が建設された。しばらくの後、イエズス会に占有されるようになると建築物は徐々にバロック様式へと変更されたが、いくつかの箇所はゴシック様式のまま残されている。
竣工及び修復の最終作業は建築家J・モケル及び、L・ラブレルの元、19世紀末に行われた。

## 画像

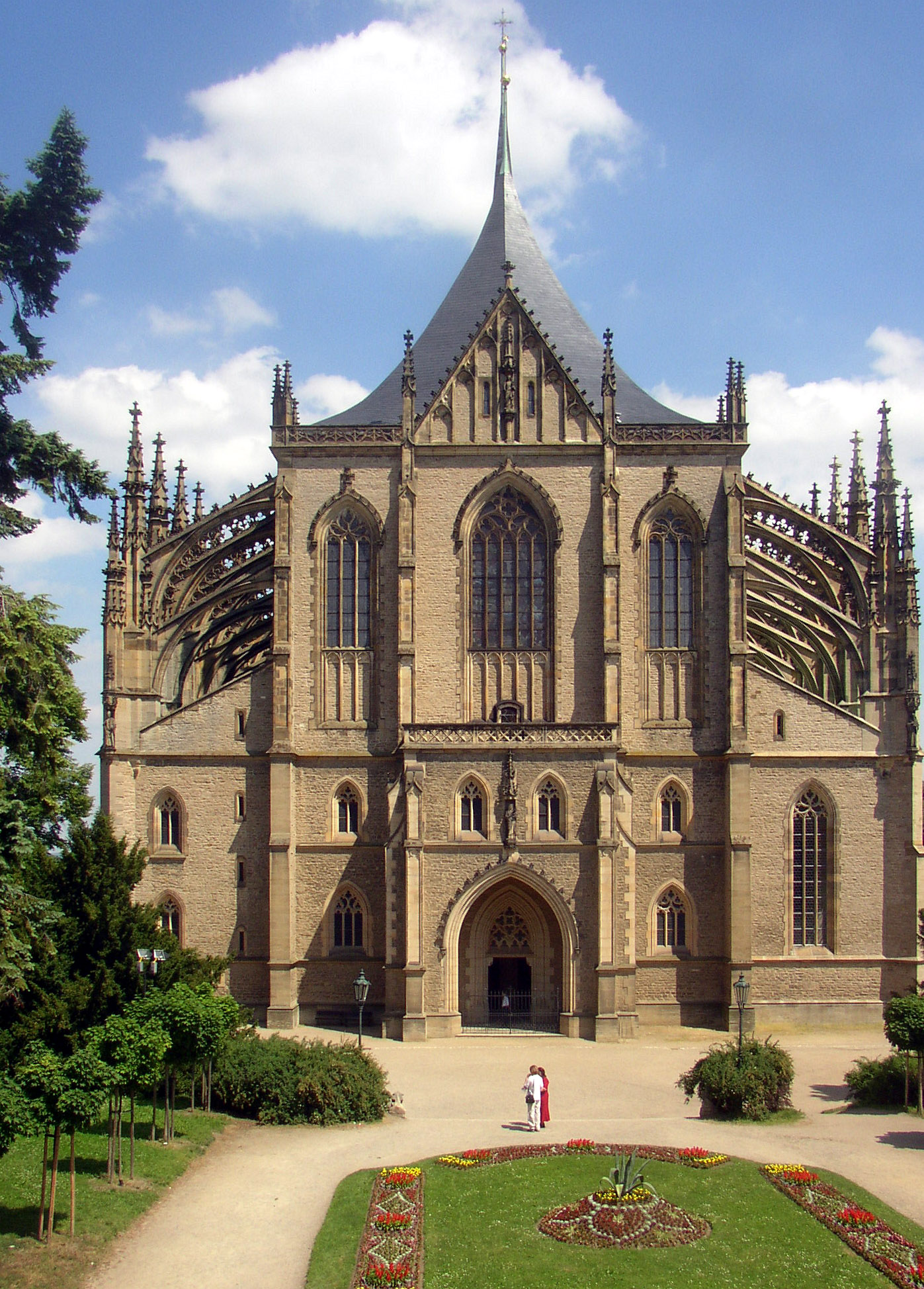
正面
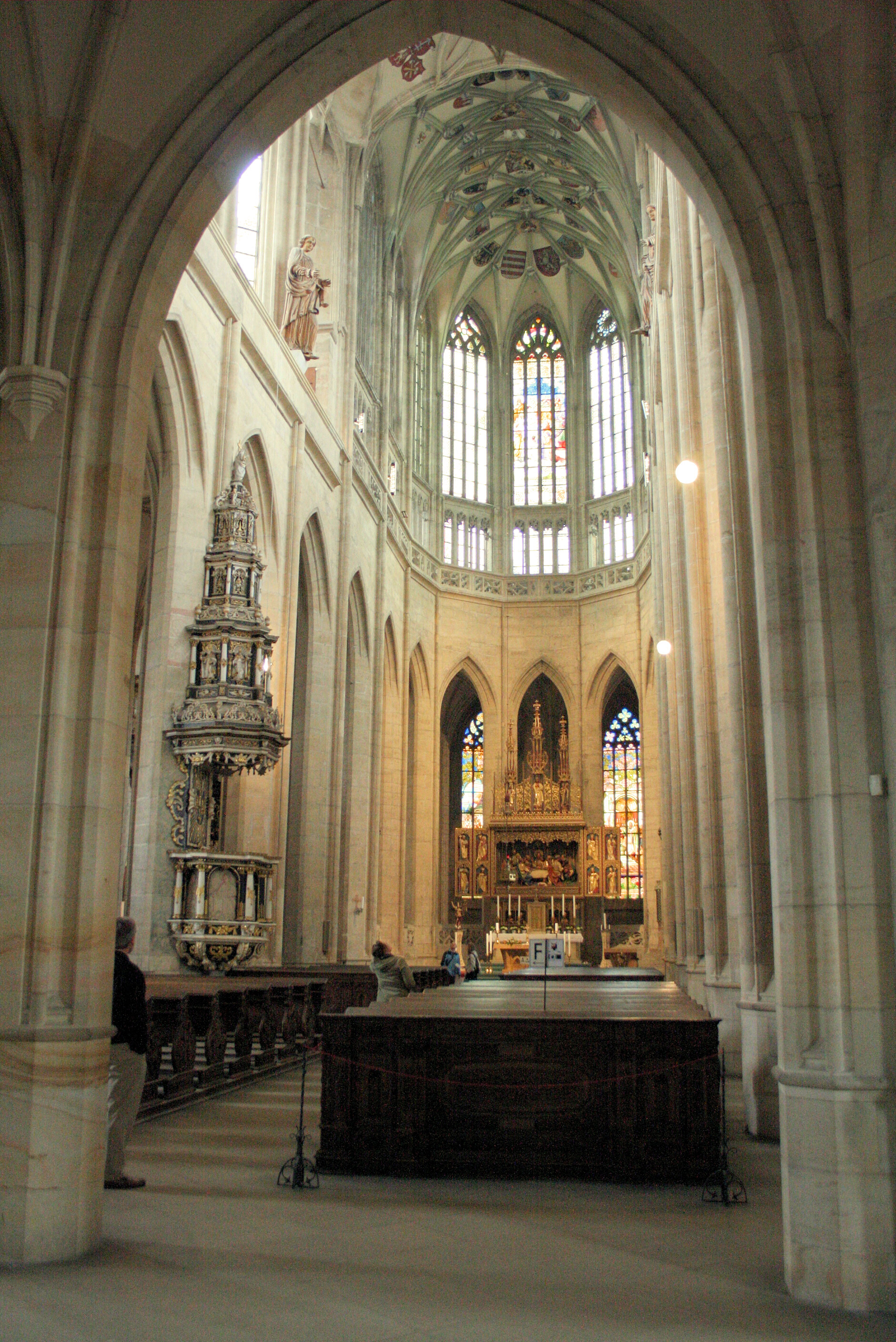
内装
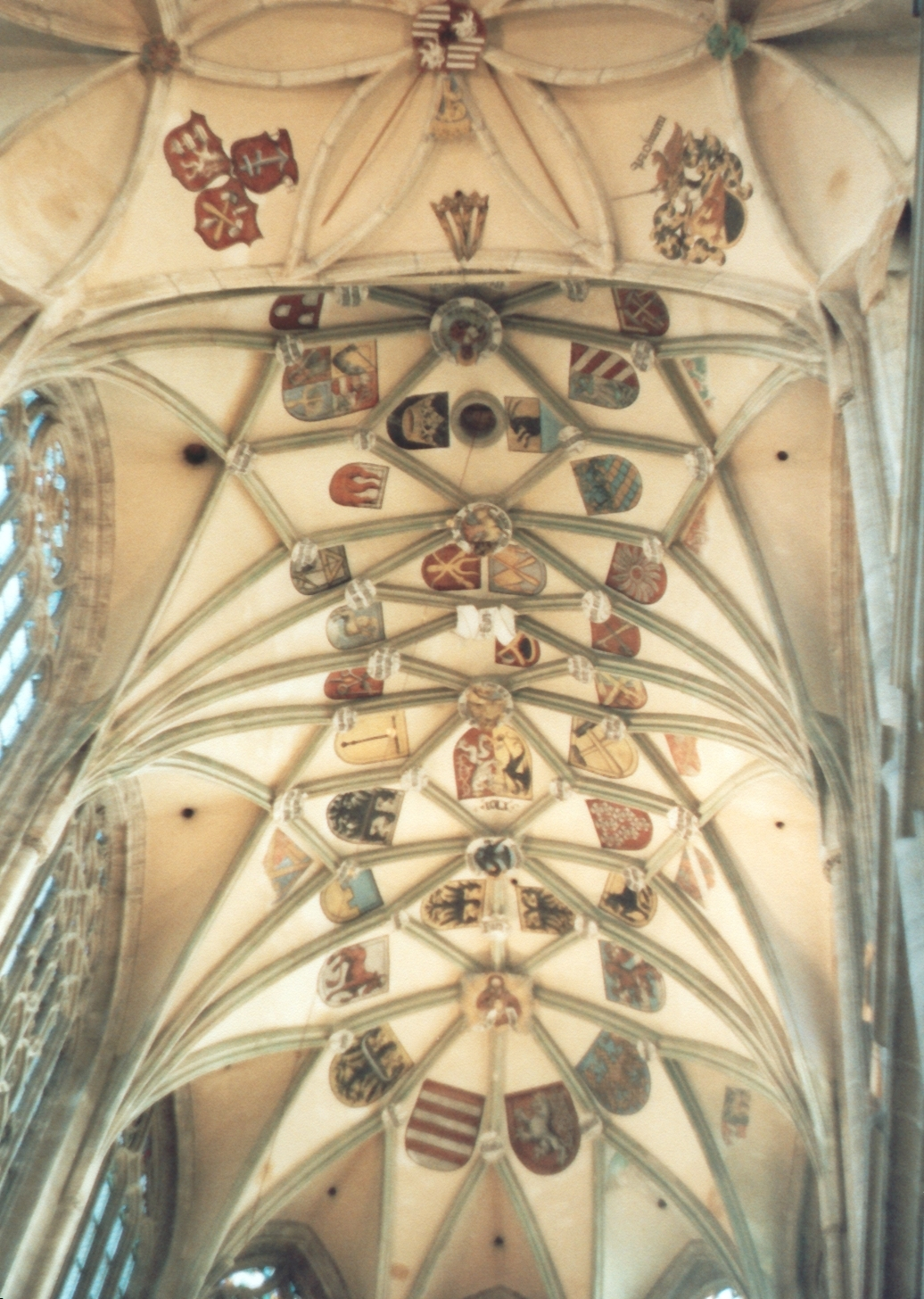
ヴォールトの天井
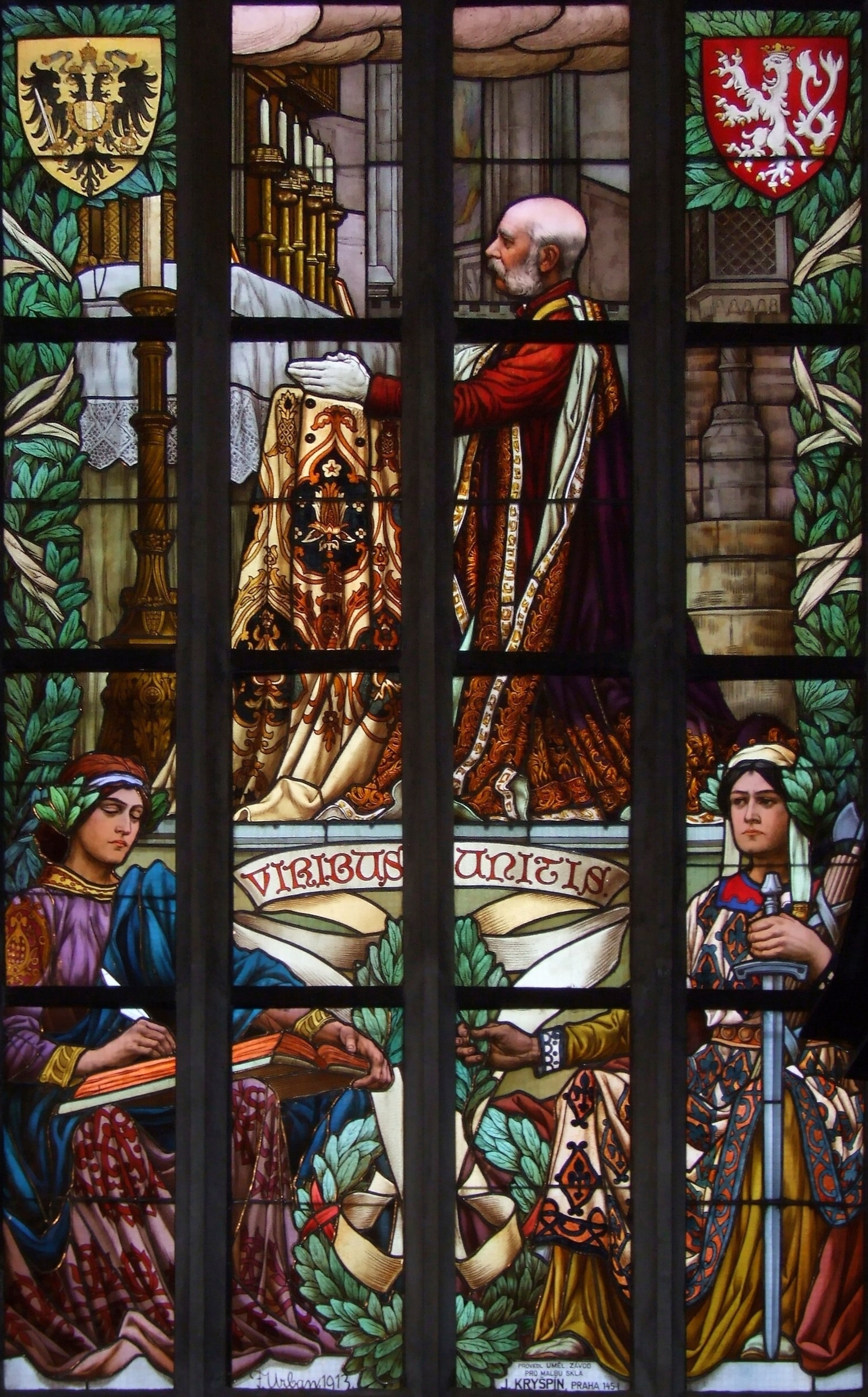
フランツ・ヨーゼフ1世が描かれたステンドグラス